# 小笠原支廳
小笠原支廳（日语：／ Ogasawara shichō */?）為東京都的支廳之一。在事務機構上屬于東京都總務局。管轄町村為小笠原村。

## 外部連結
- 小笠原支廳官方網站 （页面存档备份，存于）